# Kirill Sveshnikov
Kirill Sveshnikov, né le 10 février 1992 à Saint-Pétersbourg, est un coureur cycliste russe, membre de l'équipe Lokosphinx. Lors de la saison sur piste 2011-2012, il remporte le scratch de la manche de coupe du monde de Pékin.

## Biographie
Fin 2015, il signe un contrat avec l'équipe continentale professionnelle Gazprom-RusVelo.
Son nom est cité dans le rapport McLaren, où il est fait état de dopage systématique et de test positif couvert par les autorités russes. 
Quelques jours avant le début des Jeux olympiques de Rio de 2016, l'UCI annonce que Sveshnikov, ainsi que d'autres cyclistes russes, ne peuvent participer aux Jeux en raison de son historique avec le dopage. Sveshnikov devait participer avec trois autres coureurs à l'épreuve de poursuite par équipes et ils décident de porte l'affaire devant le TAS. L'appel est rejeté et l'Italie est désignée pour remplacer l'équipe russe dans l'épreuve. En septembre 2017, il porte l'affaire devant la cour suprême de l'Ontario et réclame des dommages et intérêts pour ne pas avoir pu participer aux Jeux. Il réclame une indemnisation de 7 millions de dollars, car il considère que son exclusion est due à une enquête précipitée et qu'elle a causé d'importants dommages à leur réputation.

## Palmarès

### Championnats du monde
- Minsk 2013
  -  Médaillé de bronze de la course aux points
- Londres 2016
  - 5e de la poursuite par équipes
  - 6e de la poursuite individuelle
- Apeldoorn 2018
  - 7e de la poursuite par équipes[8]

### Championnats du monde juniors
- Montichiari 2010
  -  Médaillé d'argent de l'américaine juniors
  -  Médaillé de bronze de la course aux points juniors

### Coupe du monde
- 2011-2012
  - 1er du scratch à Pékin
  - 2e de la course aux points à Londres
  - 3e de l'américaine à Astana
- 2013-2014
  - 1er de la course aux points à Guadalajara
- 2015-2016
  - 1er de la poursuite par équipes à Cali (avec Alexander Serov, Sergey Shilov et Dmitriy Sokolov)
- 2017-2018
  - 2e de la poursuite par équipes à Minsk

### Championnats d'Europe
| Espoirs et juniors - Saint-Pétersbourg 2010 - Champion d'Europe de poursuite par équipes juniors (avec Roman Ivlev, Pavel Karpenkov, Evgeny Shalunov) - Médaillé d'argent de la course aux points juniors - Médaillé d'argent de l'américaine juniors - Anadia 2011 - Champion d'Europe de poursuite par équipes espoirs (avec Sergey Chernetskiy, Artur Ershov et Maksim Kozyrev) - Anadia 2014 - Médaillé d'argent de la poursuite espoirs | Élites - Panevėžys 2012 - Médaillé d'argent de la course aux points |

### Championnats nationaux
- 2018
  -  Champion de Russie d'omnium
- 2020
  -  Champion de Russie de course à l'américaine (avec Lev Gonov)

## Palmarès sur route

### Par années
- 2009
  - 9e du championnat du monde sur route juniors
- 2010
  - 3e étape de la Vuelta al Besaya
  - 3e de la Vuelta al Besaya
- 2011
  - Classement général du Tour de La Corogne
  - 3e du Tour de la Bidassoa
- 2014
  - 2e étape du Trophée Joaquim Agostinho
- 2016
  - 1reb étape de la Semaine internationale Coppi et Bartali (contre-la-montre par équipes)

### Classements mondiaux
| Année            | 2014 |
| ---------------- | ---- |
| UCI America Tour | 357e |
| UCI Europe Tour  | 386e |